# Scott M. Matheson
Pour les articles homonymes, voir Matheson.
Scott M. Matheson (né le 8 janvier 1929, mort le 7 octobre 1990) est un homme politique américain démocrate, gouverneur de l'Utah entre 1977 et 1985.